# Molophilus (Molophilus) carstensis
Molophilus (Molophilus) carstensis is een tweevleugelige uit de familie steltmuggen (Limoniidae). De soort komt voor in het Palearctisch gebied.